# Галогени
| H  |    |    |    |    |    |    |    |    |    |    |    |     |    |     |     |    | He  |  |
| Li | Be |    |    |    |    |    |    |    |    |    |    | B   | C  | N   | O   | F  | Ne  |  |
| Na | Mg |    |    |    |    |    |    |    |    |    |    | Al  | Si | P   | S   | Cl | Ar  |  |
| K  | Ca | Sc | Ti | V  | Cr | Mn | Fe | Co | Ni | Cu | Zn | Ga  | Ge | As  | Se  | Br | Kr  |  |
| Rb | Sr | Y  | Zr | Nb | Mo | Tc | Ru | Rh | Pd | Ag | Cd | In  | Sn | Sb  | Te  | I  | Xe  |  |
| Cs | Ba | *  | Hf | Ta | W  | Re | Os | Ir | Pt | Au | Hg | Tl  | Pb | Bi  | Po  | At | Rn  |  |
| Fr | Ra | ** | Rf | Db | Sg | Bh | Hs | Mt | Ds | Rg | Cn | Uut | Fl | Uup | Uuh | Ts | Uuo |  |
| -- | -- | -- | -- | -- | -- | -- | -- | -- | -- | -- | -- | --- | -- | --- | --- | -- | --- |  |
|    |    |    |    |    |    |    |    |    |    |    |    |     |    |     |     |    |     |  |
|    |    | *  | La | Ce | Pr | Nd | Pm | Sm | Eu | Gd | Tb | Dy  | Ho | Er  | Tm  | Yb | Lu  |  |
|    |    | ** | Ac | Th | Pa | U  | Np | Pu | Am | Cm | Bk | Cf  | Es | Fm  | Md  | No | Lr  |  |

| Група 7 періодичної таблиці (Галогени) |

Галоге́ни або галоґе́ни (від грец. ἅλς — «сіль» або «море», та γεν-, від γίγνομαι — «стає») — хімічні елементи групи 17, або за старою класифікацією, VII групи головної підгрупи. періодичної системи елементів: фтор (F), хлор (Cl), бром (Br), йод (I), астат (At) і теннессін (Ts).
Молекули їхніх простих речовин — двоатомні. Назви простих речовин галогенів відповідають назвам елементів. За звичайних умов фтор і хлор — гази, бром — рідина, йод і астат — тверді речовини.
Галогени реагують з більшістю елементів, утворюючи галогеніди. Вони мають окиснювальні властивості, які зменшуються від фтору до астату. Неметалічний характер елементів і хімічна активність галогенів посилюється знизу догори.

## Фізичні властивості галогенів
Фтор є важкозріджуваним, а хлор легкозріджуваним газом із задушливим різким запахом. Енергія зв'язку галогенів згори ряду донизу змінюється нерівномірно. Фтор має аномально низьку енергію зв'язку (151 кДж/моль), це пояснюється тим, що фтор не має d-підрівня і не здатний утворювати полуторні зв'язки, на відміну від інших галогенів (Cl2 243, Br2 199, I2 150,7, At2 117 кДж/моль). Від хлору до астату енергія зв'язку поступово слабшає, що пов'язане зі збільшенням атомного радіусу. Аналогічні аномалії мають і температури кипіння (плавлення):
| Проста речовина | Температура плавлення, °C | Температура кипіння, °C |
| F2              | −220                      | −188                    |
| Cl2             | −101                      | −34                     |
| Br2             | −7                        | 58                      |
| I2              | 113,5                     | 184,885                 |
| At2             | 244                       | 309                     |

## Галерея

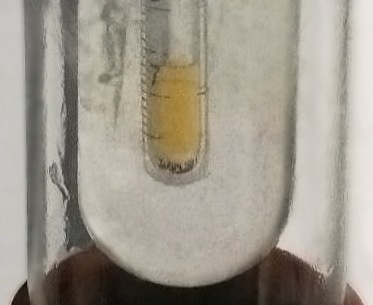
Фтор
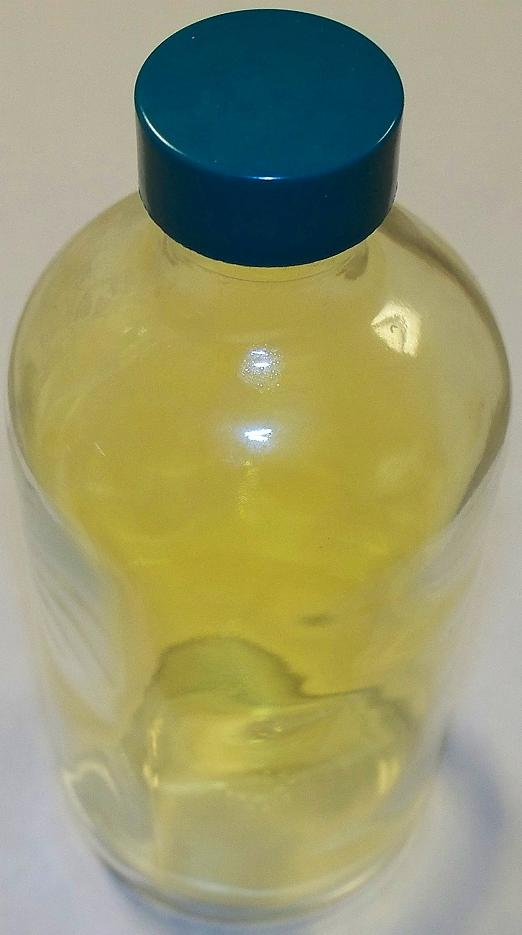
Хлор
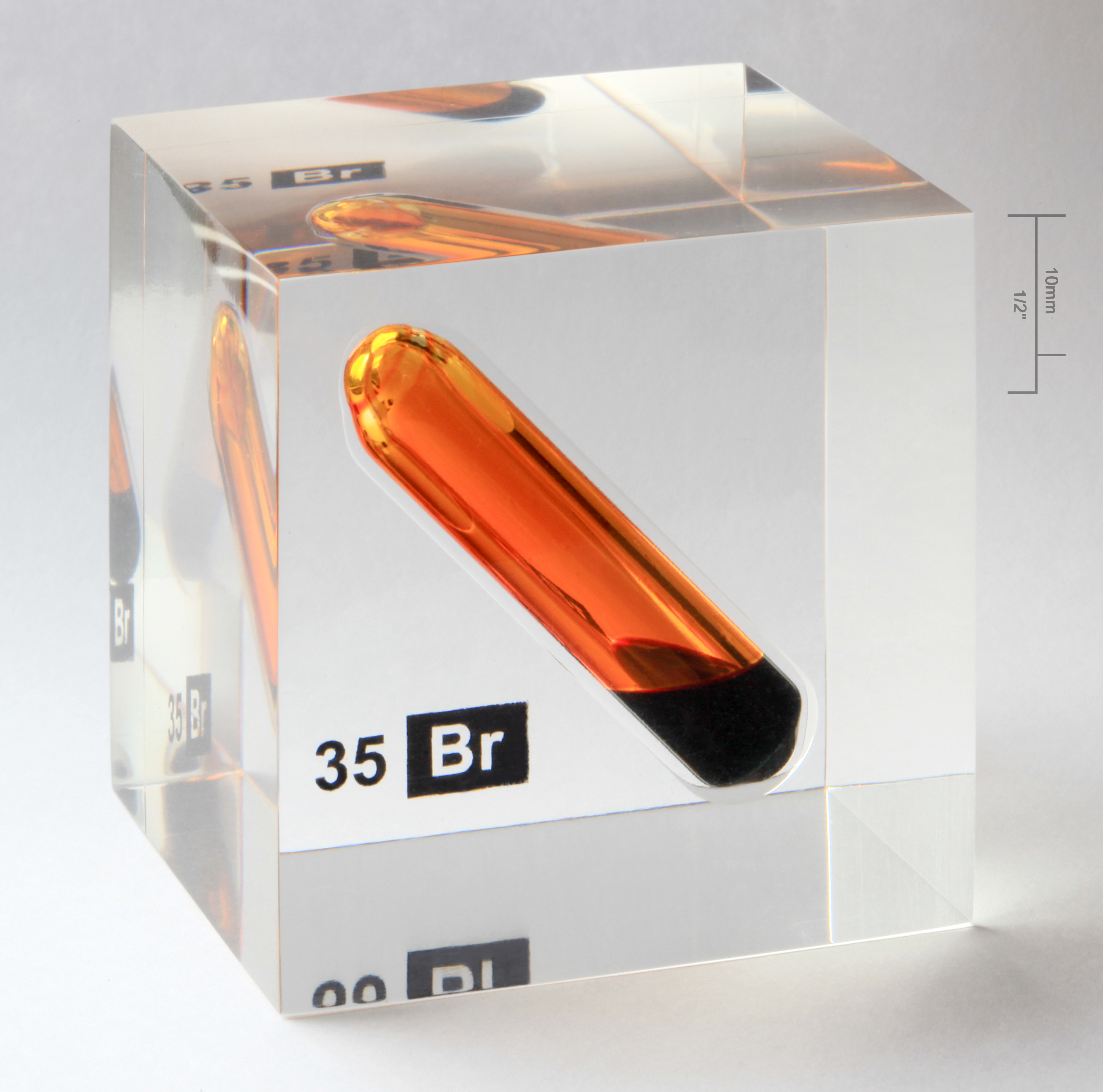
Бром
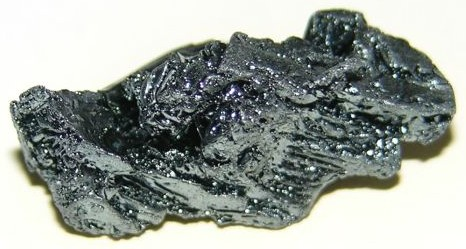
Йод